# デビー・スタム
デビー・スタム=ピロン（Debby Stam-Pilon、1984年7月24日 - ）は、アムステルダム出身のオランダの元女子バレーボール選手。元オランダ代表。

## 来歴
オランダ代表のウイングスパイカーとして活躍する。身長は184cmあり、技巧派なプレーを見せる。2005年ワールドグランプリと2006世界選手権に出場した。2007年ワールドグランプリではレギュラーとしてチームの初優勝に貢献した。
2015年の欧州選手権ではリベロとして代表復帰し、銀メダルを獲得した。2015-16シーズンから所属するEntente sportive Le Cannet-Rochevilleでは筒井さやかとチームメイトであった。2016年7月のワールドグランプリで銅メダルを獲得した。また、同年8月のリオ五輪では4位となった。

## 球歴
- オリンピック - 2016年（4位）
- 世界選手権 - 2006年
- ワールドグランプリ - 2005年（6位）、2007年（優勝）、2009年（4位）、2010年（7位）
- 欧州選手権 - 2005年、2007年、2009年、2011年、2015年

## 受賞歴
- 2008年　第6回ボリス・エリツィンカップ MVP

## 所属クラブ
- VVザーンスタット（1991-2001年）
- AMVJ（2001-2003年）
- VCヴェールト（2003-2004年）
- HCC net/マルティネス・アムステルフェーン（2004-2005年）
- DELAマルティネス・アムステルフェーン（2005-2008年）
- ウニベルシチェート･ベルゴロド（2008-2009年）
- ワクフバンク・テュルクテレコム （2009-2010年）
- ムシニアンカ・ムシナ　（2010-2012年）
- アゼルレイル・バクー   (2012-2013年)
- Entente sportive Le Cannet-Rocheville（2015-2016年）
- Merkala Zaanstad（2016-2017年）